# ダーク・ライド
『ダーク・ライド』（The Dark Ride）は、ドイツのヘヴィメタルバンド、ハロウィンが2000年に発表したアルバム。

## 収録曲
1. ビヨンド・ザ・ポータル Beyond The Portal (Intro)
（作曲：Andi Deris）
2. ミスター・トーチャー Mr. Torture
（作詞・作曲：Uli Kusch）
19thシングル。日本版のみ次曲のオール・オーヴァー・ザ・ネイションズと順番が入れ替わっている。
3. オール・オーヴァー・ザ・ネイションズ All Over The Nations
（作詞・作曲：Michael Weikath）
4. エスカレイション・666 Escalation 666
（作詞・作曲：Roland Grapow）
5. ミラー・ミラー Mirror Mirror
（作詞・作曲：Andi Deris）
6. イフ・アイ・クッド・フライ〔アルバム・ヴァージョン〕 If I Could Fly (Extended Album Version)
（作詞・作曲：Andi Deris）
欧州版19thシングルのアルバムバージョン
7. サルヴェイション Salvation
（作詞・作曲：Michael Weikath）
8. デパーティド The Departed (Sun Is Going Down)
（作詞・作曲：Uli Kusch）
9. アイ・リヴ・フォー・ユア・ペイン I Live For Your Pain
（作詞・作曲：Andi Deris）
10. ウィ・ダム・ザ・ナイト We Damn The Night
（作詞・作曲：Andi Deris）
11. イモータル Immortal
（作詞・作曲：Andi Deris）
12. ダーク・ライド The Dark Ride
（作詞・作曲：Roland Grapow）
13. マッドネス・オブ・ザ・クラウズ The Madness Of The Crowds ※
（作詞・作曲：Andi Deris）

※日本盤ボーナストラック

## 参加ミュージシャン
- アンディ・デリス - vocals
- マイケル・ヴァイカート - guitar
- ローランド・グラポウ - guitar
- マーカス・グロスコフ - bass
- ウリ・カッシュ - drums